# Simone Parodi
Simone Parodi (Sanremo, 16 giugno 1986) è un pallavolista italiano, schiacciatore della Lupi Santa Croce.

## Carriera

### Club
La carriera professionistica di Simone Parodi comincia nella stagione 2005-06, quando entra a far parte del Piemonte di Cuneo, in Serie A1. In precedenza aveva militato in diverse squadre a carattere locale. Nella stagione seguente passa al Volley Corigliano, in Serie A2, con la quale ottiene la promozione in massima serie
Dopo un'annata a Cuneo ed una nel BluVolley Verona, nella stagione 2009-10 entra stabilmente titolare nuovamente nella squadra cuneese, dove resta per due anni, vincendo uno scudetto, una Coppa Italia, una supercoppa italiana e una Coppa CEV. Nella stagione 2011-12 viene ingaggiato dalla Lube di Macerata, in seguito spostatasi definitivamente a Treia, club con il quale, in cinque annate, si aggiudica due scudetti e due Supercoppe italiane.
Nel campionato 2016-17 veste la maglia del Piacenza, dove resta per due annate, per poi accasarsi, nella stagione 2018-19, alla Top Volley Latina, sempre in Superlega. Nella stagione seguente gioca per la prima volta all'estero, approdando allo ZAKSA, nella Polska Liga Siatkówki, con cui si aggiudica la Supercoppa polacca 2019.
Rientra in Italia nell'annata 2020-21 per difendere i colori della Prisma Taranto di Taranto, in Serie A2; tuttavia, poco dopo l'inizio del campionato, torna in Polonia, all'Asseco Resovia: terminati gli impegni con il club di Rzeszów, ritorna alla Prisma. Poco dopo l'inizio del campionato 2021-22 viene ingaggiato dall'Emma Villas, mentre il quello seguente approda al Cuneo. Nella stagione 2023-24 è sempre in serie cadetta, questa volta con la Lupi Santa Croce.

### Nazionale
Gioca nella nazionale italiana Under-19, con la quale si aggiudica la medaglia di bronzo al campionato europeo 2003. Nel 2007 ottiene anche le prime convocazioni nella nazionale maggiore italiana.
Il 3 aprile 2011, durante un incontro col suo club, si infortuna al ginocchio sinistro riportando la lussazione della rotula, la lesione della capsula e una lesione di terzo grado al legamento collaterale interno del ginocchio, che compromette il finale di stagione e buona parte della stagione in nazionale, rientrando in campo per il campionato europeo 2011, dove vince la medaglia d'argento.
In seguito con la nazionale vince la medaglia di bronzo sia ai Giochi della XXX Olimpiade di Londra che alla World League 2013 e 2014, oltre alla medaglia d'argento al campionato europeo 2013.

## Palmarès

### Club
- Campionato italiano: 3

2009-10, 2011-12, 2013-14
- Coppa Italia: 1

2010-11
- Supercoppa italiana: 3

2010, 2012, 2014
- Supercoppa polacca: 1

2019
- Coppa CEV: 1

2009-10

### Nazionale (competizioni minori)
- Campionato europeo Under-19 2003
- Memorial Hubert Wagner 2011

### Premi individuali
- 2012 - Serie A1: Miglior ricezione